# XXII Concurs de castells de Tarragona

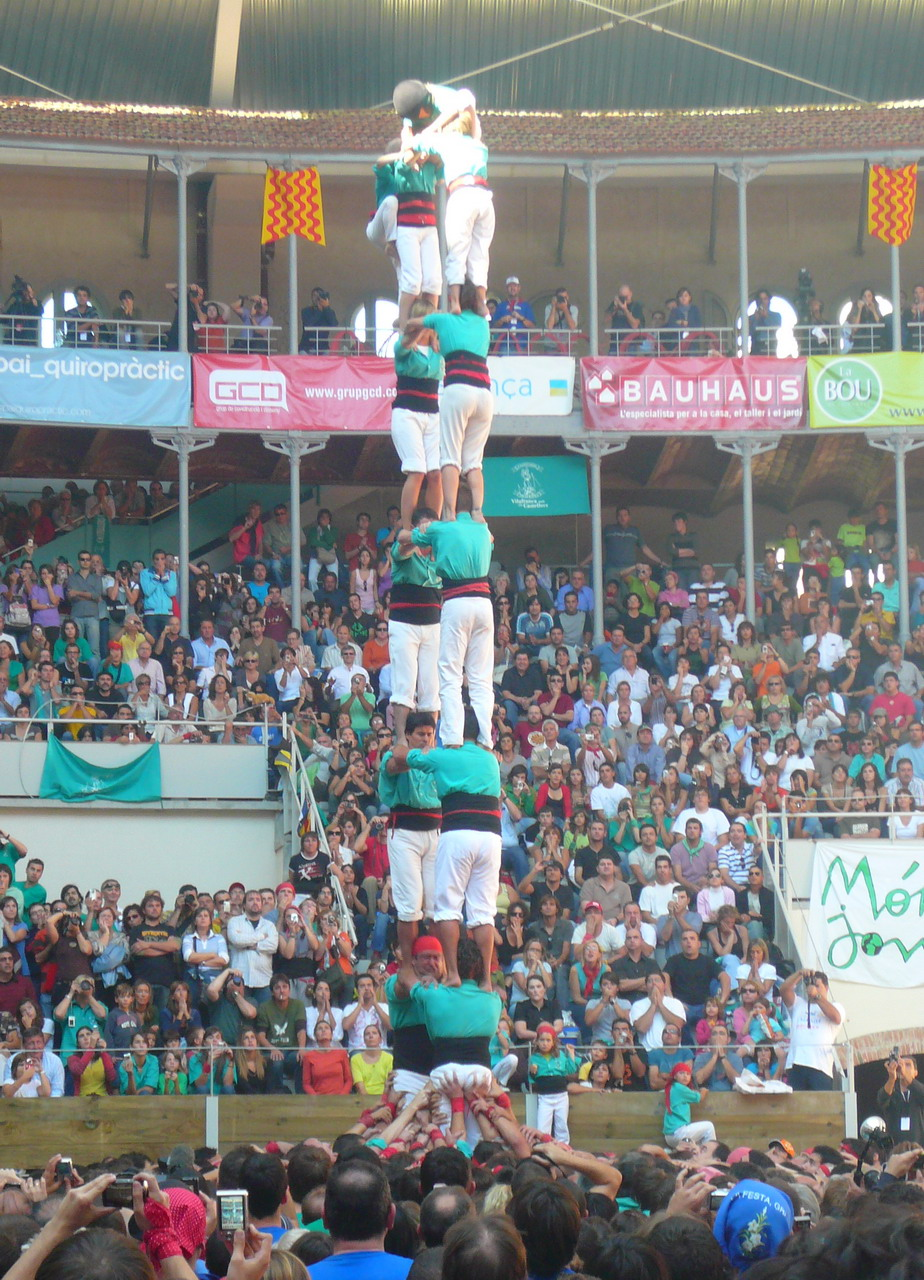
2 de 8 sense folre a punt de ser carregat in extremis pels guanyadors Castellers de Vilafranca i que aixecà suspicàcies a plaça.

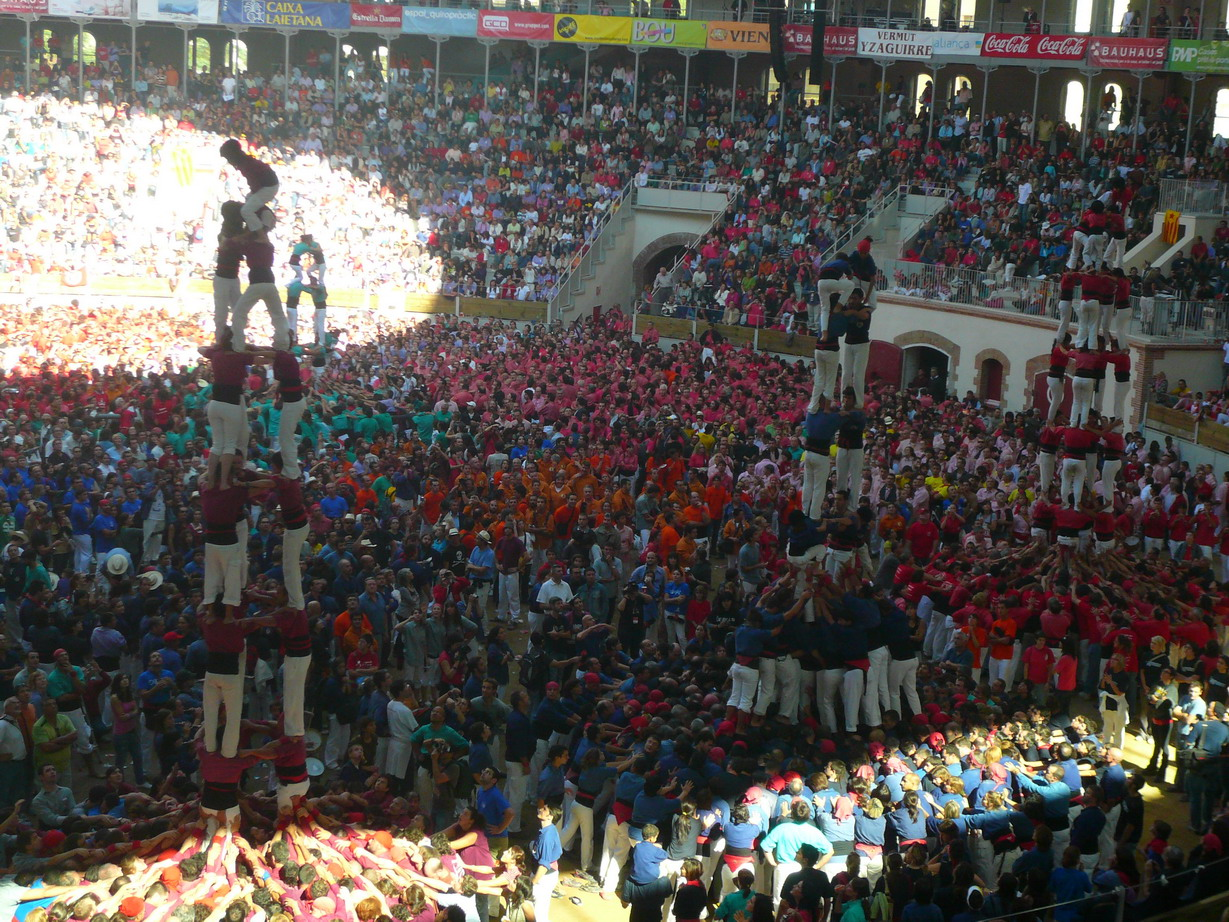
Actuació conjunta a la cinquena ronda. S'hi veuen quatre dels vuit castells que es van fer en aquesta actuació conjunta: 3 de 8 dels Castellers de Lleida, 2 de 8 amb folre dels Capgrossos de Mataró, 4 de 8 dels Castellers de Barcelona i al fons intent desmuntat de 2 de 7 dels Castellers de Sant Pere i Sant Pau.

El XXII Concurs de castells de Tarragona és el concurs de castells que es va celebrar a la plaça de braus de Tarragona el 5 d'octubre de 2008, organitzat per l'Ajuntament de Tarragona. Els Castellers de Vilafranca es van proclamar guanyadors del concurs per quarta vegada consecutiva. El segon lloc va ser per a la Vella de Valls, i el tercer per la Joves de Valls. En aquest concurs hi van participar 18 colles: les 4 amfitriones tarragonines més les 14 millors colles de la temporada, exceptuant els Minyons de Terrassa, tercera colla del panorama casteller d'aquell moment, que va declinar la invitació, com sol fer a cada edició.
Els guanyadors del concurs, els Castellers de Vilafranca, sortien com a favorits, i es van convertir en la primera colla a guanyar quatre edicions seguides el concurs. També van realitzar la segona millor actuació de la història fins a la data (la primera l'havien fet ells mateixos el 2005). A la tercera ronda d'aquesta colla es va produir una certa polèmica a la plaça pels dubtes de si el 2 de 8 sense folre havia estat carregat o no, i pel retard del jurat en decidir-ho i en passar el vídeo de la torre per les pantalles de la plaça. Finalment però, es va confirmar que sí que s'havia carregat.
El concurs va veure també el primer castell de nou (3 de nou amb folre carregat) dels Castellers de Sants.
La novetat més conspícua d'aquesta edició va ser la remodelació de la plaça de braus de Tarragona, encara en curs, que va fer que el concurs se celebrés parcialment sota cobert. Més subtil va ser el canvi del reglament que va passar a permetre desmuntar els peus d'un castell només una vegada (fins a l'edició anterior es podia desmuntar dos cops). Aquest canvi, amb l'objectiu d'escurçar la durada del concurs, va fer perdre una ronda a alguna colla que havia desmuntat dos peus.
També amb la intenció d'escurçar el concurs, es va pujar el nivell dels castells que havien de fer-se en actuació conjunta amb les altres colles, passant a incloure tots els castells inferiors al 4 de 9 amb folre.

## Resultats

### Classificació
| Resultat              |
| --------------------- |
| Descarregat (D)       |
| Carregat (C)          |
| Intent (I)            |
| Intent desmuntat (ID) |

Llegenda
| f: amb folre a: amb agulla o pilar al mig ps: aixecat per sota | fm: amb folre i manilles fa: amb folre i l'agulla o el pilar al mig sf: sense folre | sm: sense manilles fmp: amb folre, manilles i puntals * : penalitzacions |

| Pos | Colla                                    | 1a ronda  | 2a ronda   | 3a ronda   | 4a ronda   | 5a ronda | Punts      |
| --- | ---------------------------------------- | --------- | ---------- | ---------- | ---------- | -------- | ---------- |
| 1   | Castellers de Vilafranca                 | 4de9fa*   | Pde8fm     | 2de8sf(c)* | 4de9sf(c)* | —        | 5.997 (-4) |
| 2   | Colla Vella dels Xiquets de Valls        | Pde8fm(c) | 5de9f(c)   | 4de9fa(id) | 4de9fa(id) | —        | 2.619 (-5) |
| 3   | Colla Joves Xiquets de Valls             | 5de9f(i)  | 3de9f      | 2de8sf(i)* | 4de9f(c)   | 5de8     | 2.046 (-6) |
| 4   | Capgrossos de Mataró                     | 3de9f     | 4de9f(id)* | 4de9f(id)* | 5de8       | 2de8f    | 1.799 (-4) |
| 5   | Colla Jove Xiquets de Tarragona          | 2de8f     | 3de9f      | 5de8(c)    | —          | —        | 1.713 (0)  |
| 6   | Castellers de Sants                      | 2de8f     | 3de9f(c)   | 4de8       | —          | —        | 1.388 (0)  |
| 7   | Castellers de Lleida                     | 4de8      | 2de8f      | 3de8(id)*  | Pde6(c)    | 3de8     | 1.049 (-2) |
| 8   | Castellers de Barcelona                  | 3de8      | 2de8f      | 4de9f(id)* | —          | 4de8     | 1.049 (-3) |
| 9   | Xiquets de Tarragona                     | 2de8f(c)  | 4de8       | 3de8       | —          | —        | 988 (0)    |
| 10  | Xicots de Vilafranca                     | 4de8      | 2de8f(id)* | 2de8f(id)* | 5de7       | 2de7(c)  | 682 (-4)   |
| 11  | Castellers de Sabadell                   | 5de7      | 2de7       | 3de7ps     | —          | —        | 622 (0)    |
| 12  | Marrecs de Salt                          | 2de7      | 3de8(i)*   | 5de7       | 3de7ps     | —        | 622 (-2)   |
| 13  | Castellers de Terrassa                   | 2de7      | 4de8(id)*  | 3de7ps     | 4de8(i)*   | 4de7a    | 610 (-4)   |
| 14  | Nens del Vendrell                        | 2de7      | 5de7       | Pde6(i)*   | 4de7a      | Pde6(i)* | 588 (-4)   |
| 15  | Castellers de la Vila de Gràcia          | 5de7      | 4de8(c)    | 4de7a      | —          | —        | 578 (-4)   |
| 16  | Sagals d'Osona                           | 5de7      | 3de7ps     | 4de7a      | —          | —        | 523 (0)    |
| 17  | Xiquets del Serrallo                     | 5de7      | 4de7a(c)   | 3de7       | 2de7(i)*   | —        | 432 (-2)   |
| 18  | Colla Castellera de Sant Pere i Sant Pau | 4de7a     | 3de7(id)*  | 4de7       | 3de7       | 2de7(id) | 403 (-4)   |

## Taula de puntuacions
| Castell                     | Punts carregat | Punts descarregat |
| --------------------------- | -------------- | ----------------- |
| 4/7                         | 100            | 118               |
| 3/7                         | 107            | 126               |
| 3/7a                        | 130            | 154               |
| 4/7 a                       | 135            | 159               |
| 5/7                         | 145            | 171               |
| 3/7 ps                      | 163            | 193               |
| 9/7                         | 206            | 243               |
| 2/7                         | 218            | 258               |
| 4/8                         | 248            | 293               |
| P-6                         | 269            | 318               |
| 3/8                         | 301            | 355               |
| 2/8f                        | 340            | 401               |
| P-7f                        | 380            | 448               |
| 5/8                         | 480            | 566               |
| 4/8a                        | 513            | 606               |
| 3/8a                        | 540            | 627               |
| 4/9f                        | 648            | 765               |
| 3/9f                        | 694            | 832               |
| 9/8                         | 891            | 1.069             |
| 3/8ps                       | 935            | 1.122             |
| 2/9 fm                      | 980            | 1.176             |
| P-8fm                       | 1.149          | 1.379             |
| 5/9f                        | 1.470          | 1.764             |
| 4/9fa                       | 1.568          | 1.882             |
| 3/9fa                       | 1.622          | 1.914             |
| 4/9                         | 2.007          | 2.409             |
| 2/8                         | 2.108          | 2.529             |
| 3/10fm                      | 2.208          | 2.650             |
| 2/9f                        | 2.826          | 3.391             |
| P-7 — 4/10fm - 3/9 — P-9fmp | 3.014          | 3.617             |
| 5/9 — 3/10f — 4/10f         | 3.858          | 4.629             |

Llegenda: a:agulla, ps:per sota, f:folre, m:manilles, p:puntals.